# European Association for Studies in Screen Translation
European Association for Studies in Screen Translation (ESIST) är en internationell sammanslutning inom området medieöversättning. Enligt ESIST, omfattar  medieöversättning alla former av språköverföring i media, inklusive textning, dubbning, voice-over, medietolkning, surtitling, textning för döva och hörselskadade och syntolkning för blinda och personer med synfel.

## Historia
ESIST grundades i mars 1995 i Cardiff av en grupp praktiker och akademiker från femton europeiska universitet för att etablera kommunikation med producenter, översättare, distributörer och forskare som arbetar inom europeisk massmediekommunikation och multimediaproduktion.
ESIST arbetar för att främja europeiskt samarbete inom medieöversättningsträning och standardisering av undertextpraxis på europeisk nivå. År 2000 inleddes projektet Comparative Subtitling, den första jämförande analysen av undertextpraxis och riktlinjer i alla europeiska länder.
1998 antog ESIST Code of Good Subtitling Practice. Koden är en uppsättning riktlinjer som utvecklats av Jan Ivarsson och Mary Carroll, som har blivit en erkänd standard inom professionen.
2010 undertecknade ESIST ett samarbetsprotokoll med European Society for Translation Studies (EST) för att möjliggöra kunskapsutbyte inom området medieöversättning.

## Jan Ivarsson-priset
Sedan 2010 har ESIST delat ut Jan Ivarsson-priset för ovärderliga insatser för området medieöversättning. Priset delas ut vartannat år vid konferensen Languages and the Media i Berlin. 
- 2010: Jan Ivarsson[17]
- 2012: Mary Carroll[18]
- 2014: Jorge Díaz Cintas (University College London)[19]
- 2016: Yves Gambier (Åbo universitet)[20]
- 2018: Aline Remael (University of Antwerp)[21]